# Beniamino Stella
Beniamino Stella (Pieve di Soligo, 18 augustus 1941) is een Italiaans geestelijke en een kardinaal van de Rooms-Katholieke Kerk, werkzaam voor de Romeinse Curie.
Stella werd op 19 maart 1966 tot priester gewijd. In 1970 trad hij in dienst bij de diplomatieke dienst van de Heilige Stoel. Hij was onder meer werkzaam op de nuntiaturen in de Dominicaanse Republiek, Zaïre en Malta, afgewisseld met bureaufuncties in Vaticaanstad.
In 1987 werd Stella benoemd tot apostolisch nuntius voor de Congo-Brazzaville en de Centraal-Afrikaanse Republiek. Hij werd ook apostolisch gedelegeerde voor Tsjaad (en na de omzetting in 1989 in een nuntiatuur tevens nuntius voor Tsjaad). Hij werd op 21 augustus 1987 benoemd tot titulair aartsbisschop van Midila; zijn bisschopswijding vond plaats op 5 september 1987. In 1992 werd hij nuntius voor Cuba en in 1999 voor Colombia.
Op 13 oktober 2007 werd Stella benoemd tot president van de Pauselijke Ecclesiastische Academie. Op 21 september 2013 volgde zijn benoeming tot prefect van de Congregatie voor de Clerus.
Stella werd tijdens het consistorie van 22 februari 2014 kardinaal gecreëerd. Hij kreeg de rang van kardinaal-diaken. Zijn titeldiakonie werd de Santi Cosma e Damiano. Op 1 mei 2020 werd hij benoemd tot kardinaal-bisschop van het suburbicair bisdom Porto-Santa Rufina.
Stella ging op 11 juni 2021 met emeritaat. Op 18 augustus 2021 verloor hij - in verband met het bereiken van de 80-jarige leeftijd - het recht om deel te nemen aan een toekomstig conclaaf.
- Gemeinsame Normdatei: 1057065617
- International Standard Name Identifier: 0000 0000 4874 5563
- Library of Congress Control Number: no2004089392
- Istituto Centrale per il Catalogo Unico: PBEV010104
- Système universitaire de documentation: 174684789
- Virtual International Authority File: 31713244
- WorldCat: E39PBJqqkCFthgXVpDxkmQGj4q